# Dipcadi serotinum
Dipcadi serotinum é uma espécie de planta com flor pertencente à família Liliaceae.
A autoridade científica da espécie é (L.) Medik., tendo sido publicada em Historia et Commentationes Academiae Electoralis Scientiarum et Elegantiorum Literarum Theodoro-Palatinae 6: 431. 1790.

## Portugal
Trata-se de uma espécie presente no território português, nomeadamente os seguintes táxones infraespecíficos:
- Dipcadi serotinum subsp. serotinum — presente em Portugal Continental. Em termos de naturalidade é nativa da região atrás referida. Não se encontra protegida por legislação portuguesa ou da Comunidade Europeia.